# Walpola Rahula
 (novembre 2024).
Walpola Rahula (1907 - 1997) est un moine bouddhiste théravadin (« École des Anciens »), né et mort au Sri Lanka (ex Ceylan). Après ses études, il s'intéressa également au bouddhisme mahāyāna (Grand Véhicule), qu'il étudia à l'Université Paris-Sorbonne dans les années 1950. À côté de sa grande érudition, il s'engagea politiquement, et milita pour une certaine forme de socialisme religieux Il fit preuve d'une .
Auteur spécialiste du bouddhisme, il est surtout connu pour son ouvrage L'Enseignement du Bouddha, traduit en français en 1961, un « exposé lumineux et accessible à tous, des principes fondamentaux de la doctrine bouddhique, tels qu'on les trouve dans les textes les plus anciens ». Il a également participé à la fondation du premier centre et temple theravāda aux États-Unis, en 1962.

## Formation
Walpola Rahula est né le 9 mai 1907 à Walpola, petit village situé dans le sud du Sri Lanka. Enfant espiègle et indiscipliné, il refusait de se soumettre à l'autorité du maître d'école. Aussi ne fut-il pas longtemps scolarisé. Quand il eut atteint l'âge de treize ans, ses parents confièrent les soins de son éducation au sangha (communauté des moines bouddhistes) de la région, et il devient novice bouddhiste.< Là étudia le pâli, le sanskrit, l'anglais, la philosophie, les mathématiques et l'histoire du bouddhisme, conformément à la tradition. Il devint moine, 

## Carrière académique
En 1936, soit seize années plus tard, il obtint le grade de bachelier ès arts à l'université de Ceylan. Il poursuivit son cursus à l'University of London (UOL), devenant ainsi le premier moine bouddhiste à être admis en qualité d'étudiant.
Durant ses années d'études longues et difficiles, il bénéficia de l'aide et de l'amitié de Evelyn Frederick Charles Ludowyk (1906-1985) et de S. Thangarajah, ses professeurs d'anglais et de mathématiques. Cette amitié était d'autant plus remarquable que, n'étant ni Sri Lankais ni bouddhistes, ils se démarquaient ainsi de l'attitude de certains de leurs collègues plus conservateurs, qui n'appréciaient pas particulièrement la présence de ce religieux bouddhiste au sein de l'université. En 1941, il obtint le titre de Bachelier ès Arts et décrocha une bourse pour effectuer des études post-universitaires à Calcutta. Mais l'occupation de la Birmanie voisine par les forces japonaises le contraignit à retourner à Ceylan. En 1950, il obtint le grade de docteur en philosophie « une thèse hautement érudite sur l'histoire du bouddhisme à Ceylan ». Parallèlement, il occupait les postes de Secrétaire Académique, de Secrétaire Général et de Professeur principal à la l'université monastique de Vidyalankara Pirivena (en), l'un des plus importants établissements universitaires du pays.
Cette même année 1950, à la suite d'une recommandation de Paul Demiéville, membre de l'Institut et professeur au Collège de France, il obtint une bourse du gouvernement français pour mener une étude sur le bouddhisme mahayana tel qu'enseigné par Asanga, moine et philosophe indien du IVe siècle de notre ère. Car, bien qu'étant de la « Tradition des Anciens », Walpola Rahula avait exprimé le souhait de « s'initier à la pratique des textes tibétains et chinois pour élargir son œcuménisme ». En effet, durant son précédent séjour en Inde, il avait noué ses premiers contacts avec des adeptes du bouddhisme mahayana, et le chercheur qu'il était souhaitait approfondir sa connaissance de ce courant.
Puis, en 1964, sur invitation d'Edmund Perry, directeur du Département des Religions à l'Université Northwestern, à Evanston (Illinois), il se rendit aux États-Unis. Il y enseigna pendant plus de dix ans l'histoire comparative des religions et il donna également des cours dans différentes autres universités américaines : Swarthmore College, en Pennsylvanie (1977), UCLA (1979), etc. Il séjourna également plusieurs fois en France. Tout cela ne l'empêcha pas d'accepter, en 1966, le poste de vice-recteur de l'Université de Vidyodaya (en) au Sri Lanka, que lui proposait le gouvernement. Cependant, il démissionna de ses fonctions trois ans plus tard, afin de continuer ses travaux de recherche à Paris. En 1974, il s'installa à Londres pour participer aux travaux de la Pali Text Society (PTS), alors présidée par Isaline Blew Horner. Avec elle également, il dirigea la British Buddhist Association.
Très actif jusqu'à la fin de sa vie, il multiplia les voyages (Europe, États-Unis, Asie, Extrême-Orient), pour enseigner, diriger des séminaires ou participer à des conférences. Sa contribution dans la diffusion du bouddhisme en Occident ne s'est pas limitée au rayonnement de son érudition. Il a aussi participé[réf. nécessaire] à une réalisation importante : la fondation du premier centre et du premier temple theravāda aux États-Unis, le Washington Buddhist Vihara, à Washington DC, en 1965.

## Engagement politique
Dès le début des années 1930, Walpola Rahula exerça son éloquence pour dénoncer les abus du pouvoir en place. Il n'hésita pas à publier et diffuser gratuitement des articles et des pamphlets fort critiques à l'égard du pouvoir. Il milita pour l'octroi de plus de libertés. Selon lui, les religieux doivent s'impliquer politiquement et non pas seulement rester confinés dans leurs monastères: attitude pour le moins révolutionnaire à l'époque. En 1947, il apporta son soutien aux ouvriers en grève et fut emprisonné trois jours à Colombo pour trouble de l'ordre public.
La même année, il participa à l'Inter-Asian Relations Conference à New Delhi où il rencontra  Jawaharlal Nehru.
En 1958, il fut membre de la délégation de Ceylan à la Conférence générale de l'Unesco qui se tint à Paris. Durant plusieurs semaines, il y côtoya quotidiennement le cardinal Angelo Roncalli, futur pape Jean XXIII, alors nonce apostolique. Les deux hommes se lièrent d'amitié. À une réception organisée à la nonciature, le religieux catholique accueille le religieux bouddhiste à bras ouverts, le présentant aux autres invités comme étant « le vrai Ambassadeur universel » .

## Distinctions et mort
Il a reçu de nombreuses distinctions et a plusieurs fois été nommé docteur honoris causa, en Europe, Asie et Amérique du Nord. En 1965, Sri KalyapiSamagri Sangha-Sabbha, supérieur du Sangha de Ceylan, lui décerne le titre de Tripitakavagisvaracarya (« Maître suprême en écritures bouddhiques »). À cette occasion, il reçoit également le titre de Sri (Gracieux), que seuls les grands érudits se voient décernés.
En Birmanie (Myanmar), autre terre du bouddhisme theravāda, on lui décerne le titre d'Aggamatha Panditha lui est conféré.
Walpola Rahula est mort à Colombo le 18 septembre 1997, à l'âge de 90 ans.

## Écrits
Walpola Rahula est un auteur prolifique. Il a rédigé de nombreux essais, articles et textes divers. Son œuvre peut être classée en deux catégories, du fait de son engagement politique durant sa jeunesse, et de ses recherches dans le domaine religieux durant la seconde partie de sa vie. La plupart de ses ouvrages ont été publiés en anglais, certains étant traduits en une quinzaine de langues. Seuls deux sont disponibles en français (voir liste des œuvres ci-après).

### Écrits politiques
Dès le début des années 1930, alors qu'il était encore étudiant (bien avant que sa notoriété en qualité d'érudit en bouddhisme soit établie), il rédige plusieurs pamphlets dénonçant certaines pratiques du bouddhisme populaire. Ceux-ci sont diffusés gratuitement sous le titre générique de Satyodaya Patrika (« Pamphlets révélant la vérité »). Il y exprime des idées révolutionnaires pour l'époque. Outre des considérations religieuses, il y aborde le problème de la liberté et du bien-être social.
En 1946, il publie Bhikusuvage Urumaya, rédigé en cingalais, puis traduit en anglais et réédité en 1974, sous le titre The Heritage of the Bhikku(voir liste des œuvres). Dans cet ouvrage, il encourage les moines à ne plus rester enfermés dans les monastères, mais à revenir au bouddhisme des origines, quand les bhikkhus consacraient leur énergie au bien-être et au bonheur de tous. Son appel à un bouddhisme plus engagé trouve écho, non seulement auprès des jeunes religieux, mais également auprès des ouvriers et de certains hommes politiques.
Dans L'enseignement du Bouddha d'après les textes les plus anciens, Walpola Rahula énumère et décrit brièvement les dix principes qu'un gouvernement bouddhiste doit respecter, se basant pour cela sur une liste de « Dix devoirs du Roi » que l'on trouve dans différents Jâtakas.
1. Générosité : le souverain doit se garder d’un attachement aux richesses et propriétés, et utiliser celles-ci pour le bien de son peuple.
2. Moralité : il ne doit ni tuer, ni voler, ni mentir, ni tromper, ni s’enivrer, selon les cinq préceptes laïcs.
3. Sacrifice : il doit pouvoir sacrifier tout ce qui lui appartient dans l'intérêt de son peuple.
4. Intégrité : il doit être sans peur dans ses actions et sincère dans ses intentions.
5. Amabilité : il doit être d’un tempérament doux.
6. Austérité : il doit mener une vie simple et avoir une maîtrise de soi.
7. Absence de haine : il ne doit conserver aucune rancune envers quiconque.
8. Non-violence : il ne doit faire de mal à personne, mais aussi faire régner la paix.
9. Patience : il doit supporter toute épreuve sans s'emporter.
10. Non-obstruction : il ne doit pas s'opposer à la volonté populaire et se maintenir en harmonie avec son peuple.

En Inde, le roi Ashoka aurait établi son royaume sur ces principes.

### Ouvrages sur le bouddhisme
La plupart de ses ouvrages ont été publiés en anglais. Seulement deux sont disponibles en français : Le Compendium de la Super-Doctrine et L'Enseignement du Bouddha d'après les textes les plus anciens, paru en 1961. Ce dernier livre est une présentation simple, complète et claire du bouddhisme theravāda. Aujourd'hui encore, plus de soixante ans sa parution, il reste un ouvrage de référence.

#### Présentation deL'Enseignement du Bouddha
Dans sa préface, Paul Demiéville écrit: « Voici une apologie du bouddhisme conçue dans un esprit résolument moderne par un des représentants les plus qualifiés et les plus éclairés de cette religion. » Dans l'introduction, Walpola Rahula part du constat que l'intérêt croissant pour le bouddhisme suscite de nombreux ouvrages, lesquels sont malheureusement trop souvent rédigés par des auteurs qui ne maîtrisent pas toujours leur sujet. Après avoir cité un exemple concret pour étayer son affirmation, il précise que son ouvrage s'adresse à un public cultivé, non versé dans le bouddhisme, et désirant connaître ce que le Bouddha enseigna réellement. Il précise que son unique source de documentation a été le Tipitaka, l'ensemble des textes bouddhiques en pâli. Ensuite, le livre s'ouvre sur un bref rappel de la biographie du Bouddha Shakyamuni, que suivent huit chapitres:  
1. L'attitude mentale bouddhiste
2. La Première Noble Vérité : Dukkha
3. La Seconde Noble Vérité : Samudaya (en), l'apparition de Dukkha
4. La Troisième Noble Vérité : Nirodha, la cessation de Dukkha
5. La Quatrième Noble Vérité : Magga, le sentier
6. La doctrine du Non-Soi : Anatta
7. Méditation ou culture mentale : Bhāvanā
8. La morale bouddhiste et la société.

Cette présentation est suivie d'un choix de sûtra, dont le Satipatthana Sutta, ainsi que d'extraits du Dhammapada. Vient finalement un glossaire des principaux termes pâli.

## Extrait d'une interview  de W. Rahula en 1994
Extrait d'une interview de Walpola Rahula par Thierry Truillet, pour le compte de la revue Sangha, à l'occasion de sa venue à la pagode du Bourget, le 27 juillet 1994.
Q : « Que pensez-vous de l'ego et des émotions perturbatrices ? Si la personne n'est pas guidée correctement, comment peut-elle atteindre la réalisation ? »
R : « Dans le bouddhisme, ce n'est pas la connaissance ni la mémoire qui comptent, mais la compréhension et non pas celle qui repose sur la mémoire. La connaissance du Dharma, c'est la mémoire et ce n'est rien du tout. Ce n'est qu'un processus. La compréhension de la vérité n'est pas mémoire. On ne peut oublier la vérité et dans la vérité il n'y a rien à se souvenir. Après son Illumination, le Bouddha a insisté là-dessus : il y a la vision, c'est tout. Si vous voyez une fleur, vous la voyez, c'est tout. Il n'y a là rien de mauvais. Mais tout vient après, quand vous réfléchissez sur cela. »

## Ouvrages
: document utilisé comme source pour la rédaction de cet article.

### En français
- Le Compendium de la Super-Doctrine. Abhidharma-samuccaya d'Asanga (trad. et annoté par Walpola Rahula), Paris, École française d'Extrême-Orient, 1971, xxi + 236 p. (ISBN ) (ISBN 978-2-855-39062-8, présentation en ligne, lire en ligne)
- L'Enseignement du Bouddha d'après les textes les plus anciens (préface de Paul Demiéville), Seuil, Coll. « Points Sagesses » n ° 13, 1961, 188 p.  (ISBN 978-2-757-84182-2)

### En anglais (sélection)
- What The Buddha Taught, New York, Grove Press, 1959  (ISBN 0-8021-3031-3) et  (ISBN 978-0-8021-3031-0)
- History of Buddhism in Ceylon: The Anuradhapura Period, 3rd Century BC-10th Century AD, M. D. Gunasena, 1966
- Humor in Pali Literature and Other Essays, Walpola Sri Rahula Foundation Trust, 1997  (ISBN 955-650-000-6)
- The Heritage of the Bhikku: A Short History of the Bhikku in Educational, Cultural, Social and Political Life, Grove Press, 1974  (ISBN 0-394-17823-8)
- The Heritage of the Bhikku: The Buddhist Tradition of Service, Grove Press, 2003, 208 p.  (ISBN 0-8021-4023-8)
- Zen and Taming of the Bull: Towards the Definition of Buddhist Thought, G. Fraser, 1978, 160 p.  (ISBN 0900406690)